# قروعل (الرياشية)

تعديل مصدري - تعديل

قروعل هي إحدى قرى عزلة جبل الرياشية بمديرية الرياشية التابعة لمحافظة البيضاء، بلغ تعداد سكانها 161 نسمة حسب تعداد اليمن لعام 2004.